# Falkfjellet
Falkfjellet – szczyt o wysokości 545 m n.p.m. w północnej Norwegii na półwyspie Varanger, w gminie Vadsø, w regionie Finnmark, na terenie Parku Narodowego Półwyspu Varanger.
Góra o łagodnie nachylonych stokach składa się z kwarcytów formacji Gamasfjellet i Hanglecærro. Znajduje się między pozostałościami wendyjskich skał osłonowych. W okolicy znajdują się liczne formacje morenowe. Szczyt ma dwa niższe wierzchołki: 542 m n.p.m. na północnym zachodzie i 541 m n.p.m. na południowym wschodzie.
Z masywu Falkfjellet wypływają rzeki: Storelva, Skallev i Komagelva.
Góra była 4 maja 1943 miejscem awaryjnego lądowania niemieckiego Messerschmitta Bf 110. Zarówno pilot, jak i strzelec zostali ranni, ale przeżyli.